# Chris Clemons
Christopher Clemons (Griffin, 30 ottobre 1981) è un ex giocatore di football americano statunitense che ha militato nel ruolo di defensive end nella National Football League. Al college ha giocato a football all'Università della Georgia.

## Carriera professionistica

### Washington Redskins
Dopo non essere stato scelto nel Draft NFL 2003, Clemons firmò con i Washington Redskins. La sua prima stagione la trascorse interamente fuori dal campo a causa della rottura del legamento crociato anteriore. Nel 2004 iniziò a giocare nella difesa dei Redskins, facendo registrare 3 sack come speed rusher alla fine della stagione. Rifirmò con il attivo dei Redskins il 24 novembre. Trascorse il training camp 2004 con la squadra ma fu svincolato prima dell'inizio della stagione regolare.

### Cleveland Browns
Clemons firmò con i Cleveland Browns per fare parte della loro squadra di allenamento dopo essere stato svincolato dai Redskins.

### Ritorno ai Redskins
Clemons rifimò con i Washington Redskins per la stagione 2005 dove giocò in 14 partite con 8 tackle, 2 sack, un punt bloccato e un fumble forzato.

### Oakland Raiders
Clemons giocò la stagione 2007 con gli Oakland Raiders, principalmente come pass rusher di riserva, prima di diventare nuovamente free agent.

### Philadelphia Eagles
Il 1º marzo 2008, Clemons firmò un contratto quienquennale con i Philadelphia Eagles. Si mise in evidenza per aver forzato un fumble a Tashard Choice sul ritorno di un touchdown nella gara con i Dallas Cowboys del 28 dicembre 2008, che permise agli Eagles di centrare i playoff, e per aver sollevato di peso il suo futuro compagno Tarvaris Jackson nella successiva partita della post-season.

### Seattle Seahawks
Il 16 marzo 2010, Clemons, insieme ad una quarta scelta degli Eagles, fu ceduto ai Seattle Seahawks in cambio di Darryl Tapp.
Originariamente fu ingaggiato per giocare nella posizione Leo dello schema difensivo 3-4 di Pete Carroll ma dopo l'infortunio occorso a Red Bryant nella settimana 7, Raheem Brock fu inserito al suo posto e Clemons fu spostato nel ruolo di defensive end sinistro titolare. Tale mossa si rivelò una svolta per la sua carriera, disputando tutte le 16 gare stagionali da titolare sia nel 2010 che nel 2011, facendo registrare in entrambe le stagioni 11,0 sack.

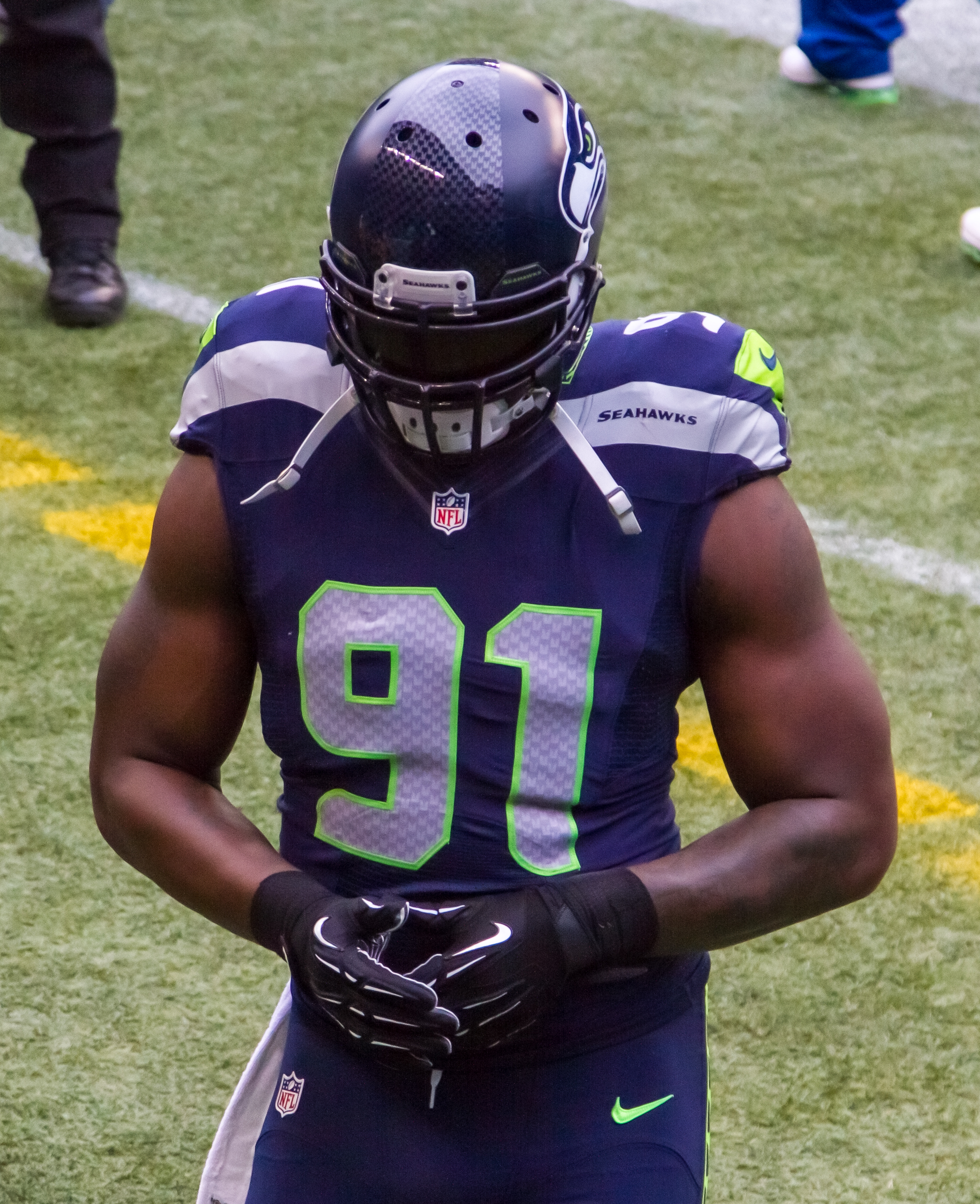
Chris Clemons contro i Rams il 29 dicembre 2013.

Il 23 luglio 2012, Clemons e i Seahawks giunsero a un accordo per la firma di un contratto a lungo termine. Il 9 settembre, nella gara di debutto stagionale, Chris mise a segno due tackle, un sack e forzò un fumble nella sconfitta per 20-16 contro gli Arizona Cardinals. Nella settimana 3 i Seahawks vinsero in casa contro i Green Bay Packers per 14-12 con Clemons che disputò una prestazione di alto livello mettendo a segno 4 sack su Aaron Rodgers. Per questa gara fu premiato per la seconda volta in carriera come miglior difensore della NFC della settimana.
Nel turno 14 Seattle ottenne una vittoria di ampie proporzioni battendo i Cardinals per 58-0, stabilendo il nuovo primato di franchigia di punti segnati. Clemons nella gara mise a segno un sack, forzò un fumble e ne recuperò un altro. Nella settimana 15 i Seahawks inflissero altri 50 punti ai Buffalo Bills con il giocatore che totalizzò altri 2,5 sack e forzò un fumble. Con questa prestazione stabilì il nuovo primato stagionale in carriera con 11,5 sack.
Nel primo turno di playoff, vinto contro i Washington Redskins, Clemons subì un brutto infortunio rompendosi il legamento crociato anteriore.
Dopo il lungo stop, Clemons tornò in campo nella settimana 3 del 2013 contro i Jacksonville Jaguars e mise a segno il suo primo sack stagionale la settimana successiva nella vittoria ai supplementari contro gli Houston Texans. Nel turno successivo contro gli Indianapolis Colts mise a referto il secondo sack e forzò un fumble su Andrew Luck.
Il 2 febbraio 2014, nel Super Bowl XLVIII contro i Denver Broncos, Seattle dominò dall'inizio della partita, vincendo per 43-8. Clemons si laureò campione NFL mettendo a segno un sack su Peyton Manning e forzò due fumble in una gara in cui la difesa di Seattle annullò l'attacco dei Broncos che nella stagione regolare aveva stabilito il record NFL per il maggior numero di punti segnati.
Il 12 marzo 2014 Clemons fu svincolato dai Seahawks, risparmiando 7,5 milioni di dollari di spazio salariale.

### Jacksonville Jaguars
Il 13 marzo 2014, Clemons firmò un contratto quadriennale coi Jacksonville Jaguars. Nella prima stagione in Florida chiuse al secondo posto nella squadra con 8 sack, mezzo sack dietro a Sen'Derrick Marks, giocando tutte le 16 partite come titolare. Nella settimana 7 della stagione 2015, nella gara giocata a Londra contro i Bills, recuperò un fumble di E.J. Manuel ritornandolo per sei yard in touchdown. Dopo avere messo a segno tre sack in tutto il 2015, il 3 marzo 2016 fu svincolato.

### Ritorno ai Seahawks
Il 1º aprile 2016, Clemons firmò per fare ritorno a Seattle. Il 28 luglio dello stesso anno tuttavia annunciò il proprio ritiro.

## Palmarès

### Franchigia
- Super Bowl : 1

Seattle Seahawks: Super Bowl XLVIII
- National Football Conference Championship: 1

Seattle Seahawks: 2013

### Individuale
- Miglior difensore della NFC della settimana: 2

17ª del 2008, 3ª del 2012